# بكورية فلسطينية
البكورية الفلسطينية أو الآذريون الفلسطيني أو بَيْض القِطّ نوع نباتي يتبع جنس البكورية من الفصيلة النجمية.

## الموئل والانتشار
ينتشر النبات في بلاد الشام.